# Interlands Deens voetbalelftal 1960-1969
Deze pagina toont een chronologisch en gedetailleerd overzicht van de interlands die het Deens voetbalelftal heeft gespeeld in de periode 1960 – 1969.

## Interlands

### 1960
|                                                                                |                                            |       |           |                                                                                             |
| 26 mei Noords Kampioenschap 1960/63 № 234 «onderlinge duels» 13:30 uur (UTC+1) | Denemarken                                 | 3 – 0 | Noorwegen | Københavns Idrætspark, Kopenhagen Toeschouwers: 44.100 Scheidsrechter: Reino Koskinen (FIN) |
| 26 mei Noords Kampioenschap 1960/63 № 234 «onderlinge duels» 13:30 uur (UTC+1) | Poul Pedersen 6' Flemming Nielsen 16', 68' |       |           | Københavns Idrætspark, Kopenhagen Toeschouwers: 44.100 Scheidsrechter: Reino Koskinen (FIN) |

|                                                                     |                                                                              |       |                           |                                                                                       |
| 3 juli Vriendschappelijk № 235 «onderlinge duels» 13:30 uur (UTC+1) | Denemarken                                                                   | 7 – 2 | Griekenland               | Københavns Idrætspark, Kopenhagen Toeschouwers: 32.000 Scheidsrechter: Leo Horn (NED) |
| 3 juli Vriendschappelijk № 235 «onderlinge duels» 13:30 uur (UTC+1) | Harald Nielsen 16', 47', 86' Henning Enoksen 34', 51', 90' Poul Pedersen 89' |       | 35', 54' Takis Loukanidis | Københavns Idrætspark, Kopenhagen Toeschouwers: 32.000 Scheidsrechter: Leo Horn (NED) |

|                                                                      |                   |       |           |                                                                                             |
| 27 juli Vriendschappelijk № 236 «onderlinge duels» 18:30 uur (UTC+1) | Denemarken        | 1 – 0 | Hongarije | Københavns Idrætspark, Kopenhagen Toeschouwers: 45.000 Scheidsrechter: Gösta Ackeborn (SWE) |
| 27 juli Vriendschappelijk № 236 «onderlinge duels» 18:30 uur (UTC+1) | Jørgen Hansen 11' |       |           | Københavns Idrætspark, Kopenhagen Toeschouwers: 45.000 Scheidsrechter: Gösta Ackeborn (SWE) |

|                                                                                     |                       |       |                         |                                                                                            |
| 10 augustus Noords Kampioenschap 1960/63 № 237 «onderlinge duels» 18:00 uur (UTC+1) | Denemarken            | 2 – 1 | Finland                 | Københavns Idrætspark, Kopenhagen Toeschouwers: 37.500 Scheidsrechter: Bengt Lundell (SWE) |
| 10 augustus Noords Kampioenschap 1960/63 № 237 «onderlinge duels» 18:00 uur (UTC+1) | Poul Jensen 3' (e.d.) |       | 34', 57' Harald Nielsen | Københavns Idrætspark, Kopenhagen Toeschouwers: 37.500 Scheidsrechter: Bengt Lundell (SWE) |

| Olympische Spelen 1960 |
| ---------------------- |

|                                                                                  |                                            |       |                                           |                                                                                    |
| 26 augustus Olympische Spelen Groep 3 № 238 «onderlinge duels» 21:00 uur (UTC+1) | Argentinië                                 | 2 – 3 | Denemarken                                | Stadio Flaminio, Rome Toeschouwers: 7.154 Scheidsrechter: Francesco Liverani (ITA) |
| 26 augustus Olympische Spelen Groep 3 № 238 «onderlinge duels» 21:00 uur (UTC+1) | Juan Carlos Oleniak 20' Carlos Bilardo 88' |       | 31' Jørn Sørensen 46', 85' Harald Nielsen | Stadio Flaminio, Rome Toeschouwers: 7.154 Scheidsrechter: Francesco Liverani (ITA) |

|                                                                                  |                                      |       |                     |                                                                                     |
| 29 augustus Olympische Spelen Groep 3 № 239 «onderlinge duels» 21:00 uur (UTC+1) | Denemarken                           | 2 – 1 | Polen               | Stadio Ardenza, Livorno Toeschouwers: 5.574 Scheidsrechter: Concetto Lo Bello (ITA) |
| 29 augustus Olympische Spelen Groep 3 № 239 «onderlinge duels» 21:00 uur (UTC+1) | Harald Nielsen 15' Poul Pedersen 86' |       | 62' Zygmunt Gadecki | Stadio Ardenza, Livorno Toeschouwers: 5.574 Scheidsrechter: Concetto Lo Bello (ITA) |

|                                                                                  |                   |       |                                              |                                                                                      |
| 1 september Olympische Spelen Groep 3 № 240 «onderlinge duels» 16:00 uur (UTC+1) | Tunesië           | 1 – 3 | Denemarken                                   | Stadio Comunale, L'Aquila Toeschouwers: 1.204 Scheidsrechter: Giulio Campanati (ITA) |
| 1 september Olympische Spelen Groep 3 № 240 «onderlinge duels» 16:00 uur (UTC+1) | Mancef Cherif 48' |       | 25' Flemming Nielsen 33', 88' Harald Nielsen | Stadio Comunale, L'Aquila Toeschouwers: 1.204 Scheidsrechter: Giulio Campanati (ITA) |

|                                                                                       |                                        |       |           |                                                                            |
| 6 september Olympische Spelen Halve finale № 241 «onderlinge duels» 21:00 uur (UTC+1) | Denemarken                             | 2 – 0 | Hongarije | Stadio Flaminio, Rome Toeschouwers: 14.237 Scheidsrechter: Reg Leafe (ENG) |
| 6 september Olympische Spelen Halve finale № 241 «onderlinge duels» 21:00 uur (UTC+1) | Harald Nielsen 18' Henning Enoksen 80' |       |           | Stadio Flaminio, Rome Toeschouwers: 14.237 Scheidsrechter: Reg Leafe (ENG) |

|                                                                                  |                      |       |                                                     |                                                                                    |
| 10 september Olympische Spelen Finale № 242 «onderlinge duels» 21:00 uur (UTC+1) | Denemarken           | 1 – 3 | Joegoslavië                                         | Stadio Flaminio, Rome Toeschouwers: 23.042 Scheidsrechter: Concetto Lo Bello (ITA) |
| 10 september Olympische Spelen Finale № 242 «onderlinge duels» 21:00 uur (UTC+1) | Flemming Nielsen 89' |       | 2' Milan Galić 13' Željko Matuš 70' Borivoje Kostić | Stadio Flaminio, Rome Toeschouwers: 23.042 Scheidsrechter: Concetto Lo Bello (ITA) |

|  |  |  |  |  |  |  |  |  |

|                                                                                    |                                   |       |            |                                                                           |
| 23 oktober Noords Kampioenschap 1960/63 № 243 «onderlinge duels» 14:00 uur (UTC+1) | Zweden                            | 2 – 0 | Denemarken | Ullevi, Göteborg Toeschouwers: 50.878 Scheidsrechter: Birger Nilsen (NOR) |
| 23 oktober Noords Kampioenschap 1960/63 № 243 «onderlinge duels» 14:00 uur (UTC+1) | Rune Börjesson 30' Harry Bild 83' |       |            | Ullevi, Göteborg Toeschouwers: 50.878 Scheidsrechter: Birger Nilsen (NOR) |

### 1961
|                                                                     |                |       |                                |                                                                                             |
| 28 mei Vriendschappelijk № 244 «onderlinge duels» 13:30 uur (UTC+1) | Denemarken     | 1 – 1 | Duitse Democratische Republiek | Københavns Idrætspark, Kopenhagen Toeschouwers: 36.700 Scheidsrechter: Leif Gulliksen (NOR) |
| 28 mei Vriendschappelijk № 244 «onderlinge duels» 13:30 uur (UTC+1) | Ole Madsen 44' |       | 3' Waldemar Mühlbächer         | Københavns Idrætspark, Kopenhagen Toeschouwers: 36.700 Scheidsrechter: Leif Gulliksen (NOR) |

|                                                                                 |                |       |                        |                                                                                            |
| 18 juni Noords Kampioenschap 1960/63 № 245 «onderlinge duels» 13:30 uur (UTC+1) | Denemarken     | 1 – 2 | Zweden                 | Københavns Idrætspark, Kopenhagen Toeschouwers: 52.486 Scheidsrechter: Birger Nilsen (NOR) |
| 18 juni Noords Kampioenschap 1960/63 № 245 «onderlinge duels» 13:30 uur (UTC+1) | Ole Madsen 61' |       | 7', 58' Rune Börjesson | Københavns Idrætspark, Kopenhagen Toeschouwers: 52.486 Scheidsrechter: Birger Nilsen (NOR) |

|                                                                                      |           |                                                         |            |                                                                             |
| 17 september Noords Kampioenschap 1960/63 № 246 «onderlinge duels» 13:15 uur (UTC+1) | Noorwegen | 0 – 4                                                   | Denemarken | Ullevaalstadion, Oslo Toeschouwers: 27.721 Scheidsrechter: Johan Alho (FIN) |
| 17 september Noords Kampioenschap 1960/63 № 246 «onderlinge duels» 13:15 uur (UTC+1) |           | 11', 32' John Danielsen 70' Ole Madsen 76' Ole Sørensen |            | Ullevaalstadion, Oslo Toeschouwers: 27.721 Scheidsrechter: Johan Alho (FIN) |

|                                                                           |                                                             |       |                            |                                                                                  |
| 20 september Vriendschappelijk № 247 «onderlinge duels» 17:30 uur (UTC+1) | West-Duitsland                                              | 5 – 1 | Denemarken                 | Rheinstadion, Düsseldorf Toeschouwers: 46.000 Scheidsrechter: Joop Martens (NED) |
| 20 september Vriendschappelijk № 247 «onderlinge duels» 17:30 uur (UTC+1) | Uwe Seeler 8', 35', 50' Albert Brülls 12' Richard Kress 54' |       | 72' (e.d.) Willi Giesemann | Rheinstadion, Düsseldorf Toeschouwers: 46.000 Scheidsrechter: Joop Martens (NED) |

|                                                                                    |                                                                                                |       |                   |                                                                                                  |
| 15 oktober Noords Kampioenschap 1960/63 № 248 «onderlinge duels» 13:30 uur (UTC+1) | Denemarken                                                                                     | 9 – 1 | Finland           | Københavns Idrætspark, Kopenhagen Toeschouwers: 35.600 Scheidsrechter: Alfred Haberfellner (AUT) |
| 15 oktober Noords Kampioenschap 1960/63 № 248 «onderlinge duels» 13:30 uur (UTC+1) | Jørn Sørensen 7', 52', 85' John Danielsen 14', 24' Ole Madsen 46', 78' Egon Rasmussen 57', 71' |       | 81' Tor Österlund | Københavns Idrætspark, Kopenhagen Toeschouwers: 35.600 Scheidsrechter: Alfred Haberfellner (AUT) |

|                                                                         |                                                                      |       |            |                                                                               |
| 5 november Vriendschappelijk № 249 «onderlinge duels» 12:00 uur (UTC+1) | Polen                                                                | 5 – 0 | Denemarken | Śląskistadion, Chorzów Toeschouwers: 12.000 Scheidsrechter: Živko Bajić (YUG) |
| 5 november Vriendschappelijk № 249 «onderlinge duels» 12:00 uur (UTC+1) | Ernest Pohl 21', 48', 90' (pen.) Norbert Gajda 40' Norbert Gajda 75' |       |            | Śląskistadion, Chorzów Toeschouwers: 12.000 Scheidsrechter: Živko Bajić (YUG) |

### 1962
|                                                                     |                                                                              |       |                           |                                                                                |
| 23 mei Vriendschappelijk № 250 «onderlinge duels» 17:15 uur (UTC+1) | Duitse Democratische Republiek Günter Schröter 8', 56', 88' Roland Ducke 29' | 4 – 1 | Denemarken 20' Ole Madsen | Zentralstadion, Leipzig Toeschouwers: 30.000 Scheidsrechter: Józef Kowal (POL) |
| 23 mei Vriendschappelijk № 250 «onderlinge duels» 17:15 uur (UTC+1) |                                                                              |       |                           | Zentralstadion, Leipzig Toeschouwers: 30.000 Scheidsrechter: Józef Kowal (POL) |

|                                                                                 |                                                                                                   |       |                     |                                                                                             |
| 11 juni Noords Kampioenschap 1960/63 № 251 «onderlinge duels» 18:00 uur (UTC+1) | Denemarken                                                                                        | 6 – 1 | Noorwegen           | Københavns Idrætspark, Kopenhagen Toeschouwers: 13.500 Scheidsrechter: Erik Johansson (SWE) |
| 11 juni Noords Kampioenschap 1960/63 № 251 «onderlinge duels» 18:00 uur (UTC+1) | Helge Jørgensen 22' (pen.) Ole Madsen 31', 44', 87' Carl Bertelsen 69' Henning Enoksen 71' (pen.) |       | 24' Trygve Andersen | Københavns Idrætspark, Kopenhagen Toeschouwers: 13.500 Scheidsrechter: Erik Johansson (SWE) |

|                                                                         |                                                                                   |       |                    |                                                                                          |
| 28 juni EK 1964 kwalificatie № 252 «onderlinge duels» 19:00 uur (UTC+1) | Denemarken                                                                        | 6 – 1 | Malta              | Københavns Idrætspark, Kopenhagen Toeschouwers: 10.622 Scheidsrechter: Piet Roomer (NED) |
| 28 juni EK 1964 kwalificatie № 252 «onderlinge duels» 19:00 uur (UTC+1) | Ole Madsen 9', 14', 49' Eyvind Clausen 22' Henning Enoksen 59' Carl Bertelsen 70' |       | 57' Eddie Theobald | Københavns Idrætspark, Kopenhagen Toeschouwers: 10.622 Scheidsrechter: Piet Roomer (NED) |

|                                                                           |                                        |       |                      |                                                                               |
| 11 september Vriendschappelijk № 253 «onderlinge duels» 19:00 uur (UTC+1) | Denemarken                             | 3 – 1 | Nederlandse Antillen | Odensestadion, Odense Toeschouwers: 4.000 Scheidsrechter: Birger Nilsen (NOR) |
| 11 september Vriendschappelijk № 253 «onderlinge duels» 19:00 uur (UTC+1) | Henning Enoksen 6', 43' Ole Madsen 80' |       | 55' José Bibiana     | Odensestadion, Odense Toeschouwers: 4.000 Scheidsrechter: Birger Nilsen (NOR) |

|                                                                                      |                    |       |                                                                                    |                                                                                     |
| 16 september Noords Kampioenschap 1960/63 № 254 «onderlinge duels» 13:30 uur (UTC+2) | Finland            | 1 – 6 | Denemarken                                                                         | Olympisch Stadion, Helsinki Toeschouwers: 9.276 Scheidsrechter: Sergey Alimov (URS) |
| 16 september Noords Kampioenschap 1960/63 № 254 «onderlinge duels» 13:30 uur (UTC+2) | Rauli Virtanen 13' |       | 4' Eyvind Clausen 14', 49' Henning Enoksen 36' Helge Jørgensen 39', 69' Ole Madsen | Olympisch Stadion, Helsinki Toeschouwers: 9.276 Scheidsrechter: Sergey Alimov (URS) |

|                                                                           |                                                                           |       |              |                                                                                             |
| 26 september Vriendschappelijk № 255 «onderlinge duels» 19:00 uur (UTC+1) | Denemarken                                                                | 4 – 1 | Nederland    | Københavns Idrætspark, Kopenhagen Toeschouwers: 13.000 Scheidsrechter: Joseph Heymann (SUI) |
| 26 september Vriendschappelijk № 255 «onderlinge duels» 19:00 uur (UTC+1) | Ole Madsen 28' Henning Enoksen 29' Henning Enoksen 75' Carl Bertelsen 88' |       | 42' Co Prins | Københavns Idrætspark, Kopenhagen Toeschouwers: 13.000 Scheidsrechter: Joseph Heymann (SUI) |

|                                                                                    |                                                             |       |                                   |                                                                                 |
| 28 oktober Noords Kampioenschap 1960/63 № 256 «onderlinge duels» 14:00 uur (UTC+1) | Zweden                                                      | 4 – 2 | Denemarken                        | Råsundastadion, Solna Toeschouwers: 18.847 Scheidsrechter: Antero Lartola (FIN) |
| 28 oktober Noords Kampioenschap 1960/63 № 256 «onderlinge duels» 14:00 uur (UTC+1) | Owe Ohlsson 28', 34' Örjan Martinsson 48' Leif Eriksson 51' |       | 21' Carl Bertelsen 31' Ole Madsen | Råsundastadion, Solna Toeschouwers: 18.847 Scheidsrechter: Antero Lartola (FIN) |

|                                                                            |                  |       |                                                              |                                                                             |
| 8 december EK 1964 kwalificatie № 257 «onderlinge duels» 14:45 uur (UTC+1) | Malta            | 1 – 3 | Denemarken                                                   | Empire Stadion, Gżira Toeschouwers: 6.987 Scheidsrechter: Raoul Righi (ITA) |
| 8 december EK 1964 kwalificatie № 257 «onderlinge duels» 14:45 uur (UTC+1) | Josie Urpani 37' |       | 13' Ole Madsen 42' Carl Bertelsen 48' Carl Emil Christiansen | Empire Stadion, Gżira Toeschouwers: 6.987 Scheidsrechter: Raoul Righi (ITA) |

|                                                                          |                |       |               |                                                                                          |
| 12 december Vriendschappelijk № 258 «onderlinge duels» 14:30 uur (UTC+2) | Turkije        | 1 – 1 | Denemarken    | BJK Inönüstadion, Istanbul Toeschouwers: 14.456 Scheidsrechter: Konstantin Zečević (YUG) |
| 12 december Vriendschappelijk № 258 «onderlinge duels» 14:30 uur (UTC+2) | Birol Pekel 5' |       | 9' Ole Madsen | BJK Inönüstadion, Istanbul Toeschouwers: 14.456 Scheidsrechter: Konstantin Zečević (YUG) |

### 1963
|                                                                     | |       |            |                                                                                  |
| 19 mei Vriendschappelijk № 259 «onderlinge duels» 17:00 uur (UTC+1) | Hongarije | 6 – 0 | Denemarken | Népstadion, Boedapest Toeschouwers: 45.000 Scheidsrechter: Werner Treichel (FRG) |
| 19 mei Vriendschappelijk № 259 «onderlinge duels» 17:00 uur (UTC+1) | János Göröcs 4' Máté Fenyvesi 18' Tivadar Monostori 52' Flórián Albert 75' Gyula Rákosi 80' Ernő Solymosi 86' |       |            | Népstadion, Boedapest Toeschouwers: 45.000 Scheidsrechter: Werner Treichel (FRG) |

|                                                                                |                     |       |                 |                                                                                            |
| 3 juni Noords Kampioenschap 1960/63 № 260 «onderlinge duels» 13:30 uur (UTC+1) | Denemarken          | 1 – 1 | Finland         | Københavns Idrætspark, Kopenhagen Toeschouwers: 21.600 Scheidsrechter: Birger Nilsen (NOR) |
| 3 juni Noords Kampioenschap 1960/63 № 260 «onderlinge duels» 13:30 uur (UTC+1) | Henning Enoksen 86' |       | 62' Kai Pahlman | Københavns Idrætspark, Kopenhagen Toeschouwers: 21.600 Scheidsrechter: Birger Nilsen (NOR) |

|                                                                                                |                                            |       |          |                                                                                              |
| 23 juni Olympisch kwalificatietoernooi voetbal 1964 № 261 «onderlinge duels» 13:30 uur (UTC+1) | Denemarken                                 | 2 – 3 | Roemenië | Københavns Idrætspark, Kopenhagen Toeschouwers: 34.000 Scheidsrechter: Albert Guinnard (SUI) |
| 23 juni Olympisch kwalificatietoernooi voetbal 1964 № 261 «onderlinge duels» 13:30 uur (UTC+1) | Palle Bruun 17' Henning Enoksen 59' (pen.) |       |          | Københavns Idrætspark, Kopenhagen Toeschouwers: 34.000 Scheidsrechter: Albert Guinnard (SUI) |

|                                                                         |                                                                                |       |         |                                                                                            |
| 29 juni EK 1964 kwalificatie № 262 «onderlinge duels» 17:30 uur (UTC+1) | Denemarken                                                                     | 4 – 0 | Albanië | Københavns Idrætspark, Kopenhagen Toeschouwers: 26.640 Scheidsrechter: Einar Boström (SWE) |
| 29 juni EK 1964 kwalificatie № 262 «onderlinge duels» 17:30 uur (UTC+1) | Jens Petersen 16' (pen.) Ole Madsen 35' Eyvind Clausen 40' Henning Enoksen 49' |       |         | Københavns Idrætspark, Kopenhagen Toeschouwers: 26.640 Scheidsrechter: Einar Boström (SWE) |

|                                                                                      |           |                                                              |            |                                                                                |
| 15 september Noords Kampioenschap 1960/63 № 263 «onderlinge duels» 13:15 uur (UTC+1) | Noorwegen | 0 – 4                                                        | Denemarken | Ullevaalstadion, Oslo Toeschouwers: 23.804 Scheidsrechter: Einar Boström (SWE) |
| 15 september Noords Kampioenschap 1960/63 № 263 «onderlinge duels» 13:15 uur (UTC+1) |           | 39' Kjeld Thorst 74', 81' Carl Bertelsen 85' Henning Enoksen |            | Ullevaalstadion, Oslo Toeschouwers: 23.804 Scheidsrechter: Einar Boström (SWE) |

|                                                                                   |                                 |       |                                |                                                                                             |
| 6 oktober Noords Kampioenschap 1960/63 № 264 «onderlinge duels» 13:30 uur (UTC+1) | Denemarken                      | 2 – 2 | Zweden                         | Københavns Idrætspark, Kopenhagen Toeschouwers: 52.000 Scheidsrechter: Arthur Holland (ENG) |
| 6 oktober Noords Kampioenschap 1960/63 № 264 «onderlinge duels» 13:30 uur (UTC+1) | Ole Madsen 14' Kjeld Thorst 34' |       | 4' Harry Bild 7' Hartwig Öberg | Københavns Idrætspark, Kopenhagen Toeschouwers: 52.000 Scheidsrechter: Arthur Holland (ENG) |

|                                                                            |                 |       |            |                                                                                        |
| 30 oktober EK 1964 kwalificatie № 265 «onderlinge duels» 14:30 uur (UTC+1) | Albanië         | 1 – 0 | Denemarken | Qemal Stafastadion, Tirana Toeschouwers: 27.765 Scheidsrechter: Joe Cassar Naudi (MLT) |
| 30 oktober EK 1964 kwalificatie № 265 «onderlinge duels» 14:30 uur (UTC+1) | Panajot Pano 3' |       |            | Qemal Stafastadion, Tirana Toeschouwers: 27.765 Scheidsrechter: Joe Cassar Naudi (MLT) |

|                                                                                                   |          |       |                                        |                                                                                              |
| 3 november Olympisch kwalificatietoernooi voetbal 1964 № 266 «onderlinge duels» 14:15 uur (UTC+2) | Roemenië | 2 – 3 | Denemarken                             | Stadionul 23 August, Boekarest Toeschouwers: 60.000 Scheidsrechter: Konstantin Zečević (YUG) |
| 3 november Olympisch kwalificatietoernooi voetbal 1964 № 266 «onderlinge duels» 14:15 uur (UTC+2) | ?        |       | 1', 9' Kjeld Thorst 17' Carl Bertelsen | Stadionul 23 August, Boekarest Toeschouwers: 60.000 Scheidsrechter: Konstantin Zečević (YUG) |

| |                  |       |          |                                                                                    |
| 28 november Olympisch kwalificatietoernooi voetbal 1964 № 267 «onderlinge duels» 14:30 uur (UTC+1) | Denemarken       | 1 – 2 | Roemenië | Stadio Comunale, Turijn Toeschouwers: 3.000 Scheidsrechter: Giulio Campanati (ITA) |
| 28 november Olympisch kwalificatietoernooi voetbal 1964 № 267 «onderlinge duels» 14:30 uur (UTC+1) | Kjeld Thorst 84' |       | ?        | Stadio Comunale, Turijn Toeschouwers: 3.000 Scheidsrechter: Giulio Campanati (ITA) |

|                                                                            |                                     |       |                          |                                                                                      |
| 4 december EK 1964 kwalificatie № 268 «onderlinge duels» 19:30 uur (UTC+1) | Luxemburg                           | 3 – 3 | Denemarken               | Stade Municipal, Luxemburg Toeschouwers: 6.921 Scheidsrechter: Pierre Schwinte (FRA) |
| 4 december EK 1964 kwalificatie № 268 «onderlinge duels» 19:30 uur (UTC+1) | Louis Pilot 1' Henri Klein 24', 49' |       | 10', 32', 46' Ole Madsen | Stade Municipal, Luxemburg Toeschouwers: 6.921 Scheidsrechter: Pierre Schwinte (FRA) |

|                                                                             |                     |       |                                  |                                                                                            |
| 10 december EK 1964 kwalificatie № 269 «onderlinge duels» 19:00 uur (UTC+1) | Denemarken          | 2 – 2 | Luxemburg                        | Københavns Idrætspark, Kopenhagen Toeschouwers: 36.294 Scheidsrechter: José Barberan (FRA) |
| 10 december EK 1964 kwalificatie № 269 «onderlinge duels» 19:00 uur (UTC+1) | Ole Madsen 15', 70' |       | 12' Johny Léonard 84' Ady Schmit | Københavns Idrætspark, Kopenhagen Toeschouwers: 36.294 Scheidsrechter: José Barberan (FRA) |

|                                                                             |                |       |           |                                                                                    |
| 18 december EK 1964 kwalificatie № 270 «onderlinge duels» 20:15 uur (UTC+1) | Denemarken     | 1 – 0 | Luxemburg | Olympisch Stadion, Amsterdam Toeschouwers: 5.700 Scheidsrechter: Piet Roomer (NED) |
| 18 december EK 1964 kwalificatie № 270 «onderlinge duels» 20:15 uur (UTC+1) | Ole Madsen 43' |       |           | Olympisch Stadion, Amsterdam Toeschouwers: 5.700 Scheidsrechter: Piet Roomer (NED) |

### 1964
| Europees kampioenschap voetbal 1964 |
| ----------------------------------- |

|                                                                         |            |                                                                       |             |                                                                                  |
| 17 juni EK 1964 Halve finale № 271 «onderlinge duels» 22:30 uur (UTC+1) | Denemarken | 0 – 3                                                                 | Sovjet-Unie | Camp Nou, Barcelona Toeschouwers: 38.556 Scheidsrechter: Concetto Lo Bello (ITA) |
| 17 juni EK 1964 Halve finale № 271 «onderlinge duels» 22:30 uur (UTC+1) |            | 19' Valeri Voronin 40' Viktor Ponedelnik 87' Valentin Kozmitsj Ivanov |             | Camp Nou, Barcelona Toeschouwers: 38.556 Scheidsrechter: Concetto Lo Bello (ITA) |

|                                                                         |                                              |              |                    |                                                                             |
| 20 juni EK 1964 Troostfinale № 272 «onderlinge duels» 20:30 uur (UTC+1) | Hongarije                                    | 3 – 1 (n.v.) | Denemarken         | Camp Nou, Barcelona Toeschouwers: 3.869 Scheidsrechter: Daniel Mellet (SUI) |
| 20 juni EK 1964 Troostfinale № 272 «onderlinge duels» 20:30 uur (UTC+1) | Ferenc Bene 11' Dezső Novák 107' (pen.) 110' |              | 82' Carl Bertelsen | Camp Nou, Barcelona Toeschouwers: 3.869 Scheidsrechter: Daniel Mellet (SUI) |

|  |  |  |  |  |  |  |  |  |

|                                                                                 |                                                                           |       |                    |                                                                               |
| 28 juni Noords Kampioenschap 1964/67 № 273 «onderlinge duels» 17:00 uur (UTC+1) | Zweden                                                                    | 4 – 1 | Denemarken         | Malmö Stadion, Malmö Toeschouwers: 25.678 Scheidsrechter: Birger Nilsen (NOR) |
| 28 juni Noords Kampioenschap 1964/67 № 273 «onderlinge duels» 17:00 uur (UTC+1) | Hartwig Öberg 22' Harry Bild 47' Örjan Martinsson 57' Roger Magnusson 64' |       | 65' John Danielsen | Malmö Stadion, Malmö Toeschouwers: 25.678 Scheidsrechter: Birger Nilsen (NOR) |

|                                                                                     |                                     |       |                      |                                                                                    |
| 6 september Noords Kampioenschap 1964/67 № 274 «onderlinge duels» 15:00 uur (UTC+2) | Finland                             | 2 – 1 | Denemarken           | Olympisch Stadion, Helsinki Toeschouwers: 16.319 Scheidsrechter: Bertil Lööw (SWE) |
| 6 september Noords Kampioenschap 1964/67 № 274 «onderlinge duels» 15:00 uur (UTC+2) | Harri Järvi 24' Juhani Peltonen 76' |       | 85' Jørgen Rasmussen | Olympisch Stadion, Helsinki Toeschouwers: 16.319 Scheidsrechter: Bertil Lööw (SWE) |

|                                                                                    |                     |       |           |                                                                                          |
| 11 oktober Noords Kampioenschap 1964/67 № 275 «onderlinge duels» 13:30 uur (UTC+1) | Denemarken          | 2 – 0 | Noorwegen | Københavns Idrætspark, Kopenhagen Toeschouwers: 40.700 Scheidsrechter: Erik Beijar (FIN) |
| 11 oktober Noords Kampioenschap 1964/67 № 275 «onderlinge duels» 13:30 uur (UTC+1) | Ole Madsen 43', 83' |       |           | Københavns Idrætspark, Kopenhagen Toeschouwers: 40.700 Scheidsrechter: Erik Beijar (FIN) |

|                                                                            |                |       |       |                                                                                           |
| 21 oktober WK 1966 kwalificatie № 276 «onderlinge duels» 19:00 uur (UTC+1) | Denemarken     | 1 – 0 | Wales | Københavns Idrætspark, Kopenhagen Toeschouwers: 22.473 Scheidsrechter: Othmar Huber (SUI) |
| 21 oktober WK 1966 kwalificatie № 276 «onderlinge duels» 19:00 uur (UTC+1) | Ole Madsen 47' |       |       | Københavns Idrætspark, Kopenhagen Toeschouwers: 22.473 Scheidsrechter: Othmar Huber (SUI) |

|                                                                             |                                                     |       |                                |                                                                                            |
| 29 november WK 1966 kwalificatie № 277 «onderlinge duels» 15:00 uur (UTC+2) | Griekenland                                         | 4 – 2 | Denemarken                     | Leoforos Alexandrasstadion, Athene Toeschouwers: 20.506 Scheidsrechter: István Zsolt (HUN) |
| 29 november WK 1966 kwalificatie № 277 «onderlinge duels» 15:00 uur (UTC+2) | Giorgos Sideris 23', 46' Mimis Papaioannou 74', 85' |       | 60' Mogens Berg 72' Ole Madsen | Leoforos Alexandrasstadion, Athene Toeschouwers: 20.506 Scheidsrechter: István Zsolt (HUN) |

|                                                                         |        |                     |            |                                                                                        |
| 1 december Vriendschappelijk № 278 «onderlinge duels» 14:15 uur (UTC+2) | Israël | 0 – 1               | Denemarken | Bloomfieldstadion, Tel Aviv Toeschouwers: 13.0000 Scheidsrechter: Branko Tešanić (YUG) |
| 1 december Vriendschappelijk № 278 «onderlinge duels» 14:15 uur (UTC+2) |        | 67' Tom Søndergaard |            | Bloomfieldstadion, Tel Aviv Toeschouwers: 13.0000 Scheidsrechter: Branko Tešanić (YUG) |

|                                                                         |                                               |       |                     |                                                                                    |
| 5 december Vriendschappelijk № 279 «onderlinge duels» 14:30 uur (UTC+1) | Italië                                        | 3 – 1 | Denemarken          | Stadio Comunale, Bologna Toeschouwers: 24.000 Scheidsrechter: Johannes Malka (FRG) |
| 5 december Vriendschappelijk № 279 «onderlinge duels» 14:30 uur (UTC+1) | Ezio Pascutti 77', 85' Giacomo Bulgarelli 79' |       | 43' Henning Enoksen | Stadio Comunale, Bologna Toeschouwers: 24.000 Scheidsrechter: Johannes Malka (FRG) |

### 1965
|                                                                                |                                             |       |               |                                                                                                  |
| 9 juni Noords Kampioenschap 1964/67 № 280 «onderlinge duels» 19:00 uur (UTC+1) | Denemarken                                  | 3 – 1 | Finland       | Københavns Idrætspark, Kopenhagen Toeschouwers: 33.400 Scheidsrechter: Gerhard Schulenburg (FRG) |
| 9 juni Noords Kampioenschap 1964/67 № 280 «onderlinge duels» 19:00 uur (UTC+1) | Ole Sørensen 47' (pen.) Ole Madsen 53', 60' |       | 7' Arto Tolsa | Københavns Idrætspark, Kopenhagen Toeschouwers: 33.400 Scheidsrechter: Gerhard Schulenburg (FRG) |

|                                                                                 |                                 |       |                   |                                                                                            |
| 20 juni Noords Kampioenschap 1964/67 № 281 «onderlinge duels» 13:30 uur (UTC+1) | Denemarken                      | 2 – 1 | Zweden            | Københavns Idrætspark, Kopenhagen Toeschouwers: 50.000 Scheidsrechter: Birger Nilsen (NOR) |
| 20 juni Noords Kampioenschap 1964/67 № 281 «onderlinge duels» 13:30 uur (UTC+1) | Ole Madsen 18' Ole Sørensen 34' |       | 30' Örjan Persson | Københavns Idrætspark, Kopenhagen Toeschouwers: 50.000 Scheidsrechter: Birger Nilsen (NOR) |

|                                                                         | |       |            |                                                                                             |
| 27 juni WK 1966 kwalificatie № 282 «onderlinge duels» 19:00 uur (UTC+3) | Sovjet-Unie                                                                                                 | 6 – 0 | Denemarken | Centraal Leninstadion, Moskou Toeschouwers: 84.134 Scheidsrechter: Konstantin Zečević (YUG) |
| 27 juni WK 1966 kwalificatie № 282 «onderlinge duels» 19:00 uur (UTC+3) | Galimzjan Choesainov 9' Slava Metreveli 47' Valeri Voronin 64' Vladimir Barkaya 69', 77' Mikhail Meskhi 72' |       |            | Centraal Leninstadion, Moskou Toeschouwers: 84.134 Scheidsrechter: Konstantin Zečević (YUG) |

|                                                                   |                         |       |                                                  |                                                                                    |
| 5 juli Vriendschappelijk № 283 «onderlinge duels» 20:30 uur (UTC) | IJsland                 | 1 – 3 | Denemarken                                       | Laugardalsvöllur, Reykjavik Toeschouwers: 8.847 Scheidsrechter: Tiny Wharton (SCO) |
| 5 juli Vriendschappelijk № 283 «onderlinge duels» 20:30 uur (UTC) | Baldvin Baldvinsson 90' |       | 57' Ole Madsen 75' Egon Hansen 89' Keld Pedersen | Laugardalsvöllur, Reykjavik Toeschouwers: 8.847 Scheidsrechter: Tiny Wharton (SCO) |

|                                                                                      |                                   |       |                                    |                                                                               |
| 26 september Noords Kampioenschap 1964/67 № 284 «onderlinge duels» 13:15 uur (UTC+1) | Noorwegen                         | 2 – 2 | Denemarken                         | Ullevaalstadion, Oslo Toeschouwers: 14.913 Scheidsrechter: Pehr Engblom (FIN) |
| 26 september Noords Kampioenschap 1964/67 № 284 «onderlinge duels» 13:15 uur (UTC+1) | Ole Stavrum 18' Erik Johansen 40' |       | 44' Tommy Troelsen 53' Ole Fritsen | Ullevaalstadion, Oslo Toeschouwers: 14.913 Scheidsrechter: Pehr Engblom (FIN) |

|                                                                            |                    |       |                                                           |                                                                                             |
| 17 oktober WK 1966 kwalificatie № 285 «onderlinge duels» 13:30 uur (UTC+1) | Denemarken         | 1 – 3 | Sovjet-Unie                                               | Københavns Idrætspark, Kopenhagen Toeschouwers: 32.941 Scheidsrechter: Archie Webster (SCO) |
| 17 oktober WK 1966 kwalificatie № 285 «onderlinge duels» 13:30 uur (UTC+1) | Tommy Troelsen 79' |       | 46' Slava Metreveli 62' Edoeard Malafejew 69' Jozjef Sabo | Københavns Idrætspark, Kopenhagen Toeschouwers: 32.941 Scheidsrechter: Archie Webster (SCO) |

|                                                                            |                 |       |                     |                                                                                            |
| 27 oktober WK 1966 kwalificatie № 286 «onderlinge duels» 19:00 uur (UTC+1) | Denemarken      | 1 – 1 | Griekenland         | Københavns Idrætspark, Kopenhagen Toeschouwers: 28.018 Scheidsrechter: Owen McCarthy (IRL) |
| 27 oktober WK 1966 kwalificatie № 286 «onderlinge duels» 19:00 uur (UTC+1) | Ole Fritsen 12' |       | 45' Giorgos Sideris | Københavns Idrætspark, Kopenhagen Toeschouwers: 28.018 Scheidsrechter: Owen McCarthy (IRL) |

|                                                                          |                                                |       |                                |                                                                                        |
| 1 december WK 1966 kwalificatie № 287 «onderlinge duels» 19:15 uur (UTC) | Wales                                          | 4 – 2 | Denemarken                     | Racecourse Ground, Wrexham Toeschouwers: 4.839 Scheidsrechter: Michel Kitabdjian (FRA) |
| 1 december WK 1966 kwalificatie № 287 «onderlinge duels» 19:15 uur (UTC) | Wyn Davies 2' Roy Vernon 11', 79' Ron Rees 18' |       | 4' Kaj Poulsen 48' Ole Fritsen | Racecourse Ground, Wrexham Toeschouwers: 4.839 Scheidsrechter: Michel Kitabdjian (FRA) |

### 1966
|                                                                     |            |       |         |                                                                                            |
| 30 mei Vriendschappelijk № 288 «onderlinge duels» 19:00 uur (UTC+1) | Denemarken | 0 – 0 | Turkije | Københavns Idrætspark, Kopenhagen Toeschouwers: 27.100 Scheidsrechter: Hans Granlund (NOR) |
| 30 mei Vriendschappelijk № 288 «onderlinge duels» 19:00 uur (UTC+1) |            |       |         | Københavns Idrætspark, Kopenhagen Toeschouwers: 27.100 Scheidsrechter: Hans Granlund (NOR) |

|                                                                      |                    |       |                                          |                                                                                        |
| 21 juni Vriendschappelijk № 289 «onderlinge duels» 19:30 uur (UTC+1) | Denemarken         | 1 – 3 | Portugal                                 | Esbjerg Stadion, Esbjerg Toeschouwers: 14.500 Scheidsrechter: Günther Baumgärtel (FRG) |
| 21 juni Vriendschappelijk № 289 «onderlinge duels» 19:30 uur (UTC+1) | Ulrik le Fevre 58' |       | 12' Eusébio 56', 77' José Augusto Torres | Esbjerg Stadion, Esbjerg Toeschouwers: 14.500 Scheidsrechter: Günther Baumgärtel (FRG) |

|                                                                                 |            |                   |           |                                                                                            |
| 26 juni Noords Kampioenschap 1964/67 № 290 «onderlinge duels» 13:30 uur (UTC+1) | Denemarken | 0 – 1             | Noorwegen | Københavns Idrætspark, Kopenhagen Toeschouwers: 27.500 Scheidsrechter: Curt Liedberg (SWE) |
| 26 juni Noords Kampioenschap 1964/67 № 290 «onderlinge duels» 13:30 uur (UTC+1) |            | 51' Erik Johansen |           | Københavns Idrætspark, Kopenhagen Toeschouwers: 27.500 Scheidsrechter: Curt Liedberg (SWE) |

|                                                                     |            |                                        |          |                                                                                         |
| 3 juli Vriendschappelijk № 291 «onderlinge duels» 19:00 uur (UTC+1) | Denemarken | 0 – 2                                  | Engeland | Københavns Idrætspark, Kopenhagen Toeschouwers: 31.900 Scheidsrechter: Ray Morgan (CAN) |
| 3 juli Vriendschappelijk № 291 «onderlinge duels» 19:00 uur (UTC+1) |            | 44' Jackie Charlton 61' George Eastham |          | Københavns Idrætspark, Kopenhagen Toeschouwers: 31.900 Scheidsrechter: Ray Morgan (CAN) |

|                                                                                      |                                    |       |                      |                                                                                         |
| 18 september Noords Kampioenschap 1964/67 № 292 «onderlinge duels» 14:00 uur (UTC+2) | Finland                            | 2 – 1 | Denemarken           | Olympisch Stadion, Helsinki Toeschouwers: 19.223 Scheidsrechter: Kurt Tschenscher (FRG) |
| 18 september Noords Kampioenschap 1964/67 № 292 «onderlinge duels» 14:00 uur (UTC+2) | Pertti Mäkipää 37' Aulis Laine 61' |       | 14' Jørgen Jørgensen | Olympisch Stadion, Helsinki Toeschouwers: 19.223 Scheidsrechter: Kurt Tschenscher (FRG) |

|                                                                           | |       |            |                                                                                            |
| 21 september Vriendschappelijk № 293 «onderlinge duels» 18:30 uur (UTC+1) | Hongarije                                                                                          | 6 – 0 | Denemarken | Népstadion, Boedapest Toeschouwers: 18.487 Scheidsrechter: Aleksandros Monastiriotis (GRE) |
| 21 september Vriendschappelijk № 293 «onderlinge duels» 18:30 uur (UTC+1) | Flórián Albert 1', 31' Kálmán Mészöly 11' (pen.) Ferenc Bene 16' János Farkas 37' Zoltán Varga 82' |       |            | Népstadion, Boedapest Toeschouwers: 18.487 Scheidsrechter: Aleksandros Monastiriotis (GRE) |

|                                                                         |                                                    |       |               |                                                                                          |
| 26 oktober Vriendschappelijk № 294 «onderlinge duels» 19:00 uur (UTC+1) | Denemarken                                         | 3 – 1 | Israël        | Københavns Idrætspark, Kopenhagen Toeschouwers: 13.500 Scheidsrechter: Wim Schalks (NED) |
| 26 oktober Vriendschappelijk № 294 «onderlinge duels» 19:00 uur (UTC+1) | Kjeld Thorst 48' Johnny Hansen 71' Rene Møller 82' |       | 4' Moshe Asis | Københavns Idrætspark, Kopenhagen Toeschouwers: 13.500 Scheidsrechter: Wim Schalks (NED) |

|                                                                                    |                                        |       |                 |                                                                              |
| 6 november Noords Kampioenschap 1964/67 № 295 «onderlinge duels» 13:30 uur (UTC+1) | Zweden                                 | 2 – 1 | Denemarken      | Råsundastadion, Solna Toeschouwers: 16.780 Scheidsrechter: Toimi Olkku (FIN) |
| 6 november Noords Kampioenschap 1964/67 № 295 «onderlinge duels» 13:30 uur (UTC+1) | Agne Simonsson 27' Inge Danielsson 48' |       | 13' Finn Wiberg | Råsundastadion, Solna Toeschouwers: 16.780 Scheidsrechter: Toimi Olkku (FIN) |

|                                                                             |                                           |       |            |                                                                               |
| 30 november EK 1968 kwalificatie № 296 «onderlinge duels» 20:30 uur (UTC+1) | Nederland                                 | 2 – 0 | Denemarken | De Kuip, Rotterdam Toeschouwers: 25.134 Scheidsrechter: Aníbal Oliveira (POR) |
| 30 november EK 1968 kwalificatie № 296 «onderlinge duels» 20:30 uur (UTC+1) | Sjaak Swart 88' Willy van der Kuijlen 90' |       |            | De Kuip, Rotterdam Toeschouwers: 25.134 Scheidsrechter: Aníbal Oliveira (POR) |

### 1967
|                                                                        |            |                                    |           |                                                                                       |
| 24 mei EK 1968 kwalificatie № 297 «onderlinge duels» 19:00 uur (UTC+1) | Denemarken | 0 – 2                              | Hongarije | Københavns Idrætspark, Kopenhagen Toeschouwers: 34.284 Scheidsrechter: John Gow (WAL) |
| 24 mei EK 1968 kwalificatie № 297 «onderlinge duels» 19:00 uur (UTC+1) |            | 32' Flórián Albert 71' Ferenc Bene |           | Københavns Idrætspark, Kopenhagen Toeschouwers: 34.284 Scheidsrechter: John Gow (WAL) |

|                                                                        |                           |       |                                |                                                                                            |
| 4 juni EK 1968 kwalificatie № 298 «onderlinge duels» 13:30 uur (UTC+1) | Denemarken                | 1 – 1 | Duitse Democratische Republiek | Københavns Idrætspark, Kopenhagen Toeschouwers: 23.234 Scheidsrechter: Joseph Hannet (BEL) |
| 4 juni EK 1968 kwalificatie № 298 «onderlinge duels» 13:30 uur (UTC+1) | Kresten Bjerre 65' (pen.) |       | 5' Wolfram Löwe                | Københavns Idrætspark, Kopenhagen Toeschouwers: 23.234 Scheidsrechter: Joseph Hannet (BEL) |

|                                                                                 |                           |       |                   |                                                                                              |
| 25 juni Noords Kampioenschap 1964/67 № 299 «onderlinge duels» 13:00 uur (UTC+1) | Denemarken                | 1 – 1 | Zweden            | Københavns Idrætspark, Kopenhagen Toeschouwers: 49.100 Scheidsrechter: Kurt Handwerker (FRG) |
| 25 juni Noords Kampioenschap 1964/67 № 299 «onderlinge duels» 13:00 uur (UTC+1) | Kresten Bjerre 70' (pen.) |       | 56' Hans Selander | Københavns Idrætspark, Kopenhagen Toeschouwers: 49.100 Scheidsrechter: Kurt Handwerker (FRG) |

|                                                                          | |        |                                          |                                                                                            |
| 23 augustus Vriendschappelijk № 300 «onderlinge duels» 19:00 uur (UTC+1) | Denemarken | 14 – 2 | IJsland                                  | Københavns Idrætspark, Kopenhagen Toeschouwers: 19.200 Scheidsrechter: Kurt Nystrand (SWE) |
| 23 augustus Vriendschappelijk № 300 «onderlinge duels» 19:00 uur (UTC+1) | John Steen Olsen 4', 39' Finn Laudrup 7', 28', 85' Kresten Bjerre 13' (pen.), 71', 76' (pen.) Tom Søndergaard 15' Ulrik le Fevre 57', 62', 67' Erik Dyreborg 61', 65' |        | 51' Helgi Númason 63' Hermann Gunnarsson | Københavns Idrætspark, Kopenhagen Toeschouwers: 19.200 Scheidsrechter: Kurt Nystrand (SWE) |

|                                                                                      |           |                                       |            |                                                                             |
| 24 september Noords Kampioenschap 1964/67 № 301 «onderlinge duels» 13:15 uur (UTC+1) | Noorwegen | 0 – 5                                 | Denemarken | Ullevaalstadion, Oslo Toeschouwers: 24.987 Scheidsrechter: Bo Nilsson (SWE) |
| 24 september Noords Kampioenschap 1964/67 № 301 «onderlinge duels» 13:15 uur (UTC+1) |           | 40', 41', 57', 60', 63' Erik Dyreborg |            | Ullevaalstadion, Oslo Toeschouwers: 24.987 Scheidsrechter: Bo Nilsson (SWE) |

|                                                                           |                                                    |       |                                   |                                                                                             |
| 4 oktober EK 1968 kwalificatie № 302 «onderlinge duels» 19:00 uur (UTC+1) | Denemarken                                         | 3 – 2 | Nederland                         | Københavns Idrætspark, Kopenhagen Toeschouwers: 34.375 Scheidsrechter: Malcolm Wright (NIR) |
| 4 oktober EK 1968 kwalificatie № 302 «onderlinge duels» 19:00 uur (UTC+1) | Kresten Bjerre 43' (pen.), 71' Tom Søndergaard 53' |       | 74' Wim Suurbier 76' Rinus Israël | Københavns Idrætspark, Kopenhagen Toeschouwers: 34.375 Scheidsrechter: Malcolm Wright (NIR) |

|                                                                            |                                                   |       |                                       |                                                                                     |
| 11 oktober EK 1968 kwalificatie № 303 «onderlinge duels» 17:00 uur (UTC+1) | Duitse Democratische Republiek                    | 3 – 2 | Denemarken                            | Zentralstadion, Leipzig Toeschouwers: 18.519 Scheidsrechter: Ryszard Banasiuk (POL) |
| 11 oktober EK 1968 kwalificatie № 303 «onderlinge duels» 17:00 uur (UTC+1) | Gerhard Körner 35' (pen.) Herbert Pankau 59', 73' |       | 25' Erik Dyreborg 38' Tom Søndergaard | Zentralstadion, Leipzig Toeschouwers: 18.519 Scheidsrechter: Ryszard Banasiuk (POL) |

|                                                                                    |                                                              |       |         |                                                                                             |
| 22 oktober Noords Kampioenschap 1964/67 № 304 «onderlinge duels» 13:30 uur (UTC+1) | Denemarken                                                   | 3 – 0 | Finland | Københavns Idrætspark, Kopenhagen Toeschouwers: 35.500 Scheidsrechter: Ivar Hornslien (NOR) |
| 22 oktober Noords Kampioenschap 1964/67 № 304 «onderlinge duels» 13:30 uur (UTC+1) | Johnny Hansen 33' Kresten Bjerre 67' (pen.) Finn Laudrup 74' |       |         | Københavns Idrætspark, Kopenhagen Toeschouwers: 35.500 Scheidsrechter: Ivar Hornslien (NOR) |

### 1968
|                                                                                |                |       |                                         |                                                                                     |
| 4 juni Noords Kampioenschap 1968/71 № 305 «onderlinge duels» 19:00 uur (UTC+2) | Finland        | 1 – 3 | Denemarken                              | Olympisch Stadion, Helsinki Toeschouwers: 16.082 Scheidsrechter: Sven Jonsson (SWE) |
| 4 juni Noords Kampioenschap 1968/71 № 305 «onderlinge duels» 19:00 uur (UTC+2) | Arto Tolsa 60' |       | 3', 79' Karsten Lund 18' Ulrik le Fevre | Olympisch Stadion, Helsinki Toeschouwers: 16.082 Scheidsrechter: Sven Jonsson (SWE) |

|                                                                                 |                                                                 |       |                     |                                                                                           |
| 23 juni Noords Kampioenschap 1968/71 № 306 «onderlinge duels» 13:30 uur (UTC+1) | Denemarken                                                      | 5 – 1 | Noorwegen           | Københavns Idrætspark, Kopenhagen Toeschouwers: 31.900 Scheidsrechter: Arvo Jokinen (FIN) |
| 23 juni Noords Kampioenschap 1968/71 № 306 «onderlinge duels» 13:30 uur (UTC+1) | Tommy Troelsen 22', 24', 77' (pen.) Steen Rømer Larsen 42', 55' |       | 2' Thorodd Presberg | Københavns Idrætspark, Kopenhagen Toeschouwers: 31.900 Scheidsrechter: Arvo Jokinen (FIN) |

|                                                                                 |                                     |       |                            |                                                                               |
| 27 juni Noords Kampioenschap 1968/71 № 307 «onderlinge duels» 19:00 uur (UTC+1) | Zweden                              | 2 – 1 | Denemarken                 | Råsundastadion, Solna Toeschouwers: 14.489 Scheidsrechter: Johan Riseth (NOR) |
| 27 juni Noords Kampioenschap 1968/71 № 307 «onderlinge duels» 19:00 uur (UTC+1) | Sven Lindman 18' Thomas Nordahl 52' |       | 28' (e.d.) Björn Nordqvist | Råsundastadion, Solna Toeschouwers: 14.489 Scheidsrechter: Johan Riseth (NOR) |

|                                                                              |            |                                                      |                   |                                                                                                |
| 25 september WK 1970 kwalificatie № 308 «onderlinge duels» 19:00 uur (UTC+1) | Denemarken | 0 – 3                                                | Tsjecho-Slowakije | Københavns Idrætspark, Kopenhagen Toeschouwers: 30.258 Scheidsrechter: Martti Hirviniemi (FIN) |
| 25 september WK 1970 kwalificatie № 308 «onderlinge duels» 19:00 uur (UTC+1) |            | 12' Karol Jokl 22' Ladislav Kuna 81' Vladimír Hagara |                   | Københavns Idrætspark, Kopenhagen Toeschouwers: 30.258 Scheidsrechter: Martti Hirviniemi (FIN) |

|                                                                         |            |                  |           |                                                                                             |
| 16 oktober Vriendschappelijk № 309 «onderlinge duels» 19:00 uur (UTC+1) | Denemarken | 0 – 1            | Schotland | Københavns Idrætspark, Kopenhagen Toeschouwers: 11.900 Scheidsrechter: Hasse Carlsson (SWE) |
| 16 oktober Vriendschappelijk № 309 «onderlinge duels» 19:00 uur (UTC+1) |            | 70' Bobby Lennox |           | Københavns Idrætspark, Kopenhagen Toeschouwers: 11.900 Scheidsrechter: Hasse Carlsson (SWE) |

|                                                                            |                   |       |            |                                                                                   |
| 20 oktober WK 1970 kwalificatie № 310 «onderlinge duels» 14:30 uur (UTC+1) | Tsjecho-Slowakije | 1 – 0 | Denemarken | Tehelné pole, Bratislava Toeschouwers: 14.249 Scheidsrechter: Anton Bucheli (SUI) |
| 20 oktober WK 1970 kwalificatie № 310 «onderlinge duels» 14:30 uur (UTC+1) | Karol Jokl 56'    |       |            | Tehelné pole, Bratislava Toeschouwers: 14.249 Scheidsrechter: Anton Bucheli (SUI) |

|                                                                          |                                                              |       |                       |                                                                                           |
| 20 november Vriendschappelijk № 311 «onderlinge duels» 19:00 uur (UTC+1) | Denemarken                                                   | 5 – 1 | Luxemburg             | Københavns Idrætspark, Kopenhagen Toeschouwers: 8.800 Scheidsrechter: Heinz Siebert (FRG) |
| 20 november Vriendschappelijk № 311 «onderlinge duels» 19:00 uur (UTC+1) | Bent Jensen 10', 38' Finn Wiberg 15' (pen.), 35', 70' (pen.) |       | 43' (pen.) Jean Klein | Københavns Idrætspark, Kopenhagen Toeschouwers: 8.800 Scheidsrechter: Heinz Siebert (FRG) |

|                                                                         |                         |       |                 |                                                                               |
| 4 december Vriendschappelijk № 312 «onderlinge duels» 20:00 uur (UTC+1) | Ierland                 | 1 – 1 | Denemarken      | Dalymount Park, Dublin Toeschouwers: 23.555 Scheidsrechter: Willie Syme (SCO) |
| 4 december Vriendschappelijk № 312 «onderlinge duels» 20:00 uur (UTC+1) | Johnny Giles 40' (pen.) |       | 21' Finn Wiberg | Dalymount Park, Dublin Toeschouwers: 23.555 Scheidsrechter: Willie Syme (SCO) |

### 1969
|                                                       |                   |       |                                                                           |                                                                                |
| 12 januari Vriendschappelijk № 313 «onderlinge duels» | Bermuda           | 1 – 5 | Denemarken                                                                | Nationaal Stadion, Devonshire Toeschouwers: 500 Scheidsrechter: Art King (CAN) |
| 12 januari Vriendschappelijk № 313 «onderlinge duels» | Garry Garrell 13' |       | 12', 38', 85' Bent Jensen 32' Niels-Christian Holmstrøm 75' Leif Sørensen | Nationaal Stadion, Devonshire Toeschouwers: 500 Scheidsrechter: Art King (CAN) |

|                                                       |                                                            |       |                         |                                                                                     |
| 15 januari Vriendschappelijk № 314 «onderlinge duels» | Suriname                                                   | 2 – 1 | Denemarken              | Suriname Stadion, Paramaribo Toeschouwers: 3.000 Scheidsrechter: Jossy Martis (AHO) |
| 15 januari Vriendschappelijk № 314 «onderlinge duels» | Frits Purperhart 34' Roy Vanenburg of Frits Purperhart 54' |       | 32' Henning Munk Jensen | Suriname Stadion, Paramaribo Toeschouwers: 3.000 Scheidsrechter: Jossy Martis (AHO) |

|                                                                         |                                                             |       |            |                                                                                        |
| 22 januari Vriendschappelijk № 315 «onderlinge duels» 21:30 uur (UTC−6) | Mexico                                                      | 3 – 0 | Denemarken | Aztekenstadion, Mexico-Stad Toeschouwers: 25.000 Scheidsrechter: Arturo Yamasaki (MEX) |
| 22 januari Vriendschappelijk № 315 «onderlinge duels» 21:30 uur (UTC−6) | Erik Sandvad 14' (e.d.) José González 43' Enrique Borja 68' |       |            | Aztekenstadion, Mexico-Stad Toeschouwers: 25.000 Scheidsrechter: Arturo Yamasaki (MEX) |

|                                                                    |                                                 |       |                   |                                                                                          |
| 6 mei Vriendschappelijk № 316 «onderlinge duels» 19:00 uur (UTC+1) | Denemarken                                      | 3 – 1 | Mexico            | Københavns Idrætspark, Kopenhagen Toeschouwers: 28.300 Scheidsrechter: Henry Øberg (NOR) |
| 6 mei Vriendschappelijk № 316 «onderlinge duels» 19:00 uur (UTC+1) | Leif Sørensen 7' Ole Madsen 22' Bent Jensen 82' |       | 1' Javier Fragoso | Københavns Idrætspark, Kopenhagen Toeschouwers: 28.300 Scheidsrechter: Henry Øberg (NOR) |

|                                                                        |                       |       |         |                                                                                              |
| 27 mei WK 1970 kwalificatie № 317 «onderlinge duels» 19:00 uur (UTC+1) | Denemarken            | 2 – 0 | Ierland | Københavns Idrætspark, Kopenhagen Toeschouwers: 26.195 Scheidsrechter: Sergey Arkhipov (URS) |
| 27 mei WK 1970 kwalificatie № 317 «onderlinge duels» 19:00 uur (UTC+1) | Ole Sørensen 36', 66' |       |         | Københavns Idrætspark, Kopenhagen Toeschouwers: 26.195 Scheidsrechter: Sergey Arkhipov (URS) |

|                                                                         |                                                   |       |                                 |                                                                                           |
| 15 juni WK 1970 kwalificatie № 318 «onderlinge duels» 13:30 uur (UTC+1) | Denemarken                                        | 3 – 2 | Hongarije                       | Københavns Idrætspark, Kopenhagen Toeschouwers: 29.957 Scheidsrechter: Kåre Sirevåg (NOR) |
| 15 juni WK 1970 kwalificatie № 318 «onderlinge duels» 13:30 uur (UTC+1) | Ole Sørensen 2' Ulrik le Fevre 35' Ole Madsen 63' |       | 6' Ferenc Bene 38' János Farkas | Københavns Idrætspark, Kopenhagen Toeschouwers: 29.957 Scheidsrechter: Kåre Sirevåg (NOR) |

|                                                                                 |            |                |        |                                                                                          |
| 25 juni Noords Kampioenschap 1968/71 № 319 «onderlinge duels» 19:00 uur (UTC+1) | Denemarken | 0 – 1          | Zweden | Københavns Idrætspark, Kopenhagen Toeschouwers: 50.100 Scheidsrechter: Henry Øberg (NOR) |
| 25 juni Noords Kampioenschap 1968/71 № 319 «onderlinge duels» 19:00 uur (UTC+1) |            | 62' Ove Eklund |        | Københavns Idrætspark, Kopenhagen Toeschouwers: 50.100 Scheidsrechter: Henry Øberg (NOR) |

|                                                                     |                                                                                          |       |         |                                                                                   |
| 1 juli Vriendschappelijk № 320 «onderlinge duels» 19:30 uur (UTC+1) | Denemarken                                                                               | 6 – 0 | Bermuda | Ålborg Stadion, Aalborg Toeschouwers: 12.200 Scheidsrechter: Hasse Carlsson (SWE) |
| 1 juli Vriendschappelijk № 320 «onderlinge duels» 19:30 uur (UTC+1) | Leif Sørensen 35' Bent Jensen 37' (pen.), 68', 77' Allan Michaelsen 71' Ole Sørensen 80' |       |         | Ålborg Stadion, Aalborg Toeschouwers: 12.200 Scheidsrechter: Hasse Carlsson (SWE) |

|                                                                                      |                                                       |       |                                  |                                                                                           |
| 10 september Noords Kampioenschap 1968/71 № 321 «onderlinge duels» 19:00 uur (UTC+1) | Denemarken                                            | 5 – 2 | Finland                          | Københavns Idrætspark, Kopenhagen Toeschouwers: 22.600 Scheidsrechter: Theo Boosten (NED) |
| 10 september Noords Kampioenschap 1968/71 № 321 «onderlinge duels» 19:00 uur (UTC+1) | Bent Jensen 12', 14', 43' Steen Rømer Larsen 25', 71' |       | 3' Tommy Lindholm 90' Arto Tolsa | Københavns Idrætspark, Kopenhagen Toeschouwers: 22.600 Scheidsrechter: Theo Boosten (NED) |

|                                                                                      |                                       |       |            |                                                                                    |
| 21 september Noords Kampioenschap 1968/71 № 322 «onderlinge duels» 13:15 uur (UTC+1) | Noorwegen                             | 2 – 0 | Denemarken | Ullevaalstadion, Oslo Toeschouwers: 12.883 Scheidsrechter: Martti Hirviniemi (FIN) |
| 21 september Noords Kampioenschap 1968/71 № 322 «onderlinge duels» 13:15 uur (UTC+1) | Ola Dybwad-Olsen 26' Pål Sæthrang 35' |       |            | Ullevaalstadion, Oslo Toeschouwers: 12.883 Scheidsrechter: Martti Hirviniemi (FIN) |

|                                                                            |               |       |                        |                                                                                 |
| 15 oktober WK 1970 kwalificatie № 323 «onderlinge duels» 20:00 uur (UTC+1) | Ierland       | 1 – 1 | Denemarken             | Dalymount Park, Dublin Toeschouwers: 26.108 Scheidsrechter: John Paterson (SCO) |
| 15 oktober WK 1970 kwalificatie № 323 «onderlinge duels» 20:00 uur (UTC+1) | Don Givens 8' |       | 70' (pen.) Bent Jensen | Dalymount Park, Dublin Toeschouwers: 26.108 Scheidsrechter: John Paterson (SCO) |

|                                                                            |                                      |       |            |                                                                             |
| 22 oktober WK 1970 kwalificatie № 324 «onderlinge duels» 18:15 uur (UTC+1) | Hongarije                            | 3 – 0 | Denemarken | Népstadion, Boedapest Toeschouwers: 32.852 Scheidsrechter: Alfred Ott (FRG) |
| 22 oktober WK 1970 kwalificatie № 324 «onderlinge duels» 18:15 uur (UTC+1) | Ferenc Bene 15', 88' Lajos Szűcs 28' |       |            | Népstadion, Boedapest Toeschouwers: 32.852 Scheidsrechter: Alfred Ott (FRG) |

UEFA: Albanië · België · Bulgarije · Cyprus · Denemarken · West-Duitsland · Duitse Democratische Republiek · Engeland · Finland · Frankrijk · Griekenland · Hongarije · Ierland · IJsland · Italië · Joegoslavië · Luxemburg · Malta · Nederland · Noord-Ierland · Noorwegen · Oostenrijk · Polen · Portugal · Roemenië · Schotland · Sovjet-Unie · Spanje · Tsjecho-Slowakije · Turkije · Wales · Zweden · Zwitserland

CAF: Madagaskar AFC: Israël

DBU · A-internationals · Selecties · Bondscoaches · Deens vrouwenelftal · Olympisch elftal · Denemarken U21 · Denemarken U20 · Denemarken U19 · Denemarken U18 · Denemarken U17 · Denemarken U16 · Vrouwen U17
1908 – 1919 ·
1920 – 1929 ·
1930 – 1939 ·
1940 – 1949 ·
1950 – 1959 ·
1960 – 1969 ·
1970 – 1979 ·
1980 – 1989 ·
1990 – 1999 ·
2000 – 2009 ·
2010 – 2019 ·
2020 − 2029
EK's: 1964 · 
1984 · 
1988 · 
1992 · 
1996 · 
2000 · 
2004 · 
2012 · 
2020 · 
2024
WK's: 1986 · 
1998 · 
2002 · 
2010 · 
2018 · 
2022
OS: 1908 · 
1912 · 
1920 · 
1948 · 
1952 · 
1960 · 
1972 · 
1992 · 
2016
1908 · 
1909 · 
1910 · 
1911 · 
1912 · 
1913 · 
1914 · 
1915 · 
1916 · 
1917 · 
1918 · 
1919 · 
1920 · 
1921 · 
1922 · 
1923 · 
1924 · 
1925 · 
1926 · 
1927 · 
1928 · 
1929 · 
1930 · 
1931 · 
1932 · 
1933 · 
1934 · 
1935 · 
1936 · 
1937 · 
1938 · 
1939 · 
1940 · 
1941 · 
1942 · 
1943 · 
1944 · 
1946 · 
1947 · 
1948 · 
1949 · 
1950 · 
1952 · 
1952 · 
1953 · 
1954 · 
1955 · 
1956 · 
1957 · 
1958 · 
1959 · 
1960 · 
1961 · 
1962 · 
1963 · 
1964 · 
1965 · 
1966 · 
1967 · 
1968 · 
1969 · 
1970 · 
1971 · 
1972 · 
1973 · 
1974 · 
1975 · 
1976 · 
1977 · 
1978 · 
1979 · 
1980 · 
1981 · 
1982 · 
1983 · 
1984 · 
1985 · 
1986 · 
1987 · 
1988 · 
1989 · 
1990 ·
1991 · 
1992 · 
1993 · 
1994 · 
1995 · 
1996 · 
1997 · 
1998 · 
1999 · 
2000 · 
2001 · 
2002 · 
2003 · 
2004 · 
2005 · 
2006 · 
2007 · 
2008 · 
2009 · 
2010 · 
2011 · 
2012 · 
2013 · 
2014 · 
2015 · 
2016 · 
2017 · 
2018 ·
2019 ·
2020 ·
2021 ·
2022 ·
2023
Albanië ·
Algerije ·
Argentinië ·
Armenië ·
Australië ·
België ·
Bermuda ·
Bosnië en Herzegovina · 
Brazilië ·
Bulgarije ·
Canada ·
Chili ·
Cyprus ·
DDR ·
Duitsland ·
Ecuador ·
Egypte ·
Engeland ·
Estland ·
Faeröer · 
Finland · 
Frankrijk ·
Gambia ·
Georgië ·
Ghana ·
Gibraltar ·
GOS ·
Griekenland ·
Honduras ·
Hongarije ·
Hongkong ·
Ierland ·
IJsland ·
Indonesië ·
Iran ·
Israël ·
Italië ·
Japan ·
Joegoslavië ·
Kameroen ·
Kazachstan ·
Kosovo · 
Kroatië · 
Letland ·
Liechtenstein ·
Litouwen ·
Luxemburg ·
Malta ·
Marokko ·
Mexico ·
Moldavië · 
Montenegro · 
Nederland ·
Nederlandse Antillen ·
Nigeria ·
Noord-Ierland ·
Noord-Macedonië ·
Noorwegen ·
Oekraïne ·
Oostenrijk ·
Panama ·
Paraguay ·
Peru ·
Polen ·
Portugal ·
Roemenië ·
Rusland ·
San Marino ·
Saoedi-Arabië ·
Schotland ·
Senegal ·
Servië ·
Singapore ·
Slovenië ·
Slowakije ·
Sovjet-Unie ·
Spanje ·
Suriname ·
Thailand ·
Togo · 
Tsjechië ·
Tsjecho-Slowakije ·
Tunesië · 
Turkije · 
Uruguay ·
Verenigde Arabische Emiraten ·
Verenigde Staten ·
Wales ·
Wit-Rusland ·
Zuid-Afrika ·
Zuid-Korea ·
Zweden ·
Zwitserland
Argentinië (1995) · 
Australië (2018) ·
Australië (2022) · 
België (2021) · 
Duitsland (1992) · 
Duitsland (2012) · 
Engeland (2021) · 
Finland (2021) · 
Frankrijk (2002) · 
Frankrijk (2018) · 
Japan (2010) · 
Kameroen (2010) · 
Kroatië (2018) · 
Nederland (2010) · 
Nederland (2012) · 
Peru (2018) · 
Portugal (2012) · 
Rusland (2021) · 
Senegal (2002) · 
Tsjechië (2021) · 
Uruguay (2002) · 
Wales (2021)